# Frank Oates
Pour les articles homonymes, voir Oates.
Frank Oates (né en 1840 près de Leeds et mort en 1875) était un naturaliste et explorateur britannique, également oncle de l'explorateur de l'Antarctique Lawrence Oates. Il fut l'un des premiers Européens à voir les Chutes Victoria.
Il a fait ses études à Christ Church mais sa santé fragile ne lui permit pas de poursuivre son éducation.
Entre 1871 et 1872, il fait une expédition en Amérique centrale et en Amérique du Nord, et il est admis à la Royal Geographical Society à son retour.
En 1873, il part avec son frère pour l'Afrique. Il arrive dans la colonie du Natal avec pour but d'explorer le nord du Zambèze. Cette zone suscite beaucoup d'enthousiasme et Henry Rider Haggard dans son livre Les Mines du roi Salomon (1885) situe Kukuanas ici. Au départ de Pietermaritzburg, il va dans le Transvaal jusqu'à Pretoria. Puis direction Matabeleland avant que son frère ne rentre en Angleterre. Il visite les Chutes Victoria et meurt sur le voyage du retour.
Une partie de son travail est compilée dans le livre Matabele Land and the Victoria Falls; A Naturalist's Wanderings in the Interior of South Africa que son frère éditera plus tard.